# 川崎重工-南车四方C151A型电动车组
川崎重工-南车四方C151A型电动车组（英語：Kawasaki Heavy Industries & CSR Sifang C151A）是新加坡地鐵在2009年為南北線和東西線增購的列車，於2011年年中至2012年陸續投入服務。其中首五組列車已於2011年5月27日投入服務。
截至2012年2月，所有22列列車已全數投入服務。
2012年8月27日，新加坡地鐵再增購22列同型號列車，名為C151B型號列車，在於2016年投入服務。

## 概要
這款列車是由川崎重工業設計，並於中国南车集团四方机车车辆股份有限公司在青島生產，一共有22組列車，每組列車由6個車廂組成，為SMRT地鐵有限公司所擁有，將於2011年年中至2012年陸續投入服務。
首列列車已於2011年1月11日運抵新加坡，目前已開始進行調試，而首五組列車已於2011年5月27日投入服務。SMRT地鐵有限公司是因應裕廊東站轉線站擴建完成而增加的客量而在2009年作出訂購，合約總值3億690萬新加坡元。

## 列車狀態資訊系統
所有C151A型列車均已裝設有列車狀態資訊系統（Train Information System），其英文官方名稱為STARIS，該系統設有閃燈路線圖及車門開門方向版，及列車資訊顯示屏，可顯示列車服務資訊。這些設備跟在翻新後的川崎重工業C151電力動車組的模式一樣。

## 營運方式
三輛一組，兩組共六輛為一列。列車編號由x501 至 x544，第一卡由3開始，第二卡為1，第三卡為2。以首列列車為例，依例排序為3501-1501-2501-2502-1502-3502。

## 列車編組
| 号車     | 1             | 2            | 3             | 4             | 5            | 6             |
| 形式     | 35XX 形 (Tc1) | 15XX 形 (M1) | 25XX 形 (M1') | 25XX 形 (M2') | 15XX 形 (M2) | 35XX 形 (Tc2) |
| -------- | ------------- | ------------ | ------------- | ------------- | ------------ | ------------- |
| 車両編号 | 3501 : 3569   | 1501 : 1569  | 2501 : 2569   | 2502 : 2570   | 1502 : 1570  | 3502 : 3570   |

## 列車出現裂紋事件
2016年7月5日，傳真社揭發35列由中國南車青島四方機車車輛製的新加坡地鐵C151A列車出現裂紋，需秘密回收，事件在中國和新加坡皆屬機密。
新加坡陸運交通管理局2016年7月6日官方公佈，實際情況為從2011年2月逐漸投入營運的35列KSF列車中共26列由中車青島四方負責組裝製造的KSF列車（KSF是由日本川崎重工，川崎重工新加坡子公司，中車青島四方三家組成的合資公司），早在2013年7月的一次檢查中發現了其車身表面出現髮絲級裂紋，經過實驗室檢測是由於鋁合金製車體材料局部有雜質的原因，但新加坡陸運交通管理局工程師以及第三方獨立評估機構-德國萊茵檢測認為其裂紋並不影響整車結構以及營運安全。
由於解決這個問題最有效的方法是更換整體車身材料，而列車尚在保修期內，新加坡陸路交通管理局隨即要求KSF更換車身，由KSF承擔運費。所以從2014年7月開始，分批將列車送返至中車青島四方進行車身更替修復。（截止官方2016年7月6日發表聲明前5列列車已完成作業，第6列正在更替作業中）每輛列車的車身材料更替工作需時4個月，因為列車均符合安全標準，所以新加坡方面每次只將一列列車送回修復，以保證日常地鐵營運的需求。